# بروجكت زيرو: مايدن أوف بلاك واتر
بروجكت زيرو: مايدن أوف بلاك واتر (بالإنجليزية: Project Zero: Maiden of Black Water‎؛ باليابانية: 零 〜濡鴉ノ巫女〜‎، ‏زيرو: نوريغاراسو نو ميكو)، أيضاً تعرف بعنوان فاتل فريم: مايدن أوف بلاك واتر (بالإنجليزية: Fatal Frame: Maiden of Black Water)‏ في أمريكا الشمالية، هي لعبة فيديو رعب البقاء من تطوير شركة تيكمو كوي ونشر شركة نينتندو. وهي الجزء الخامس من سلسلة الألعاب « بروجكت زيرو » التي صدرت في سبتمبر 2014 في اليابان، وفي أكتوبر 2015 أصدرت اللعبة دولياً على نظام وي يو. ستصدر اللعبة على منصات ويندوز وبلاي ستيشن 5 وبلاي ستيشن 4 وإكس بوكس ون و‌إكس بوكس سيريس إكس وإس وسويتش في 28 أكتوبر 2021.

## تاريخ الإصدارات
صدرت في النسخة اليابانية الحصرية سنة 2014م، وفي شهر أكتوبر سنة 2015م تمت إصدارها إلى خارج الأسواق اليابانية وترجمت إلى الإنجليزية وبعض اللغات الأوروبية الأخرى.